# Hsien Chung Wang
Hsien Chung Wang (* 18. April 1918 in Peking; † 25. Juni 1978 in New York City) war ein chinesisch-US-amerikanischer Mathematiker.

## Leben
H. C. Wang besuchte die Nankai High School in Tientsin und studierte zunächst Physik ab 1936 an der Universität Tsinghua in Peking. Nach der Besetzung durch Japan setzte er das Studium an seiner wegen des Kriegs in den Südwesten Chinas verlagerten Alma Mater fort, verlegte sich nun aber auf Mathematik. 1941 machte er seinen Abschluss und wurde ein Schüler von S. S. Chern. 1944 begann er an einer Schule zu unterrichten, erhielt aber 1945 ein britisches Stipendium und studierte in Sheffield und Manchester, wo er 1948 promoviert wurde. Danach ging er wieder nach China und forschte an der chinesischen Akademie der Wissenschaften. Als die Akademie nach dem Sieg der Kommunisten 1949 nach Taiwan umzog folgte ihr Wang, ging aber noch im selben Jahr in die USA. Zunächst war er an der Louisiana State University, 1951/52 an der Princeton University, anschließend am Alabama Polytechnic, 1954/55 wieder in Princeton, 1955 bis 1957 an der University of Washington in Seattle, wo er heiratete, und danach an der Columbia University. Seine erste feste Stelle erhielt er 1957 an der Northwestern University, wo er bis 1966 blieb, als er Professor an der Cornell University wurde.
Er befasste sich mit Differentialgeometrie, algebraischer Topologie und Lie-Gruppen. Nach ihm ist eine exakte Sequenz von Homologiegruppen für Faserbündel auf Sphären benannt (Wang-Sequenz). Wang bestimmte die abgeschlossenen Untergruppen maximalen Rangs von kompakten Lie-Gruppen und löste damit ein wichtiges offenes Problem. Seine wichtigsten Arbeiten waren über diskrete Untergruppen von Lie-Gruppen. Er untersuchte homogene Räume kompakter Liegruppen, Transformationsgruppen verschiedener Sphären und Kontaktmannigfaltigkeiten (mit grundlegenden Resultaten mit William M. Boothby, nach beiden sind Boothby-Wang-Faserungen benannt).
1958 war er eingeladener Sprecher auf dem Internationalen Mathematikerkongress in Edinburgh (“Some geometrical aspects of coset spaces of Lie groups”).

## Schriften
- mit S. S. Chern: Differential geometry in symplectic space. Teil 1, Sci. Rep. Nat. Tsing Hua Univ., Band 4, 1947, S. 453–477.
- Axiom of the plane in a general space of paths, Annals of Mathematics, Band 49, 1948, S. 731–737.
- The homology groups of the fibre-bundles over a sphere, Duke Mathematical Journal, Band 16, 1949, S. 33–38.
- Homogeneous spaces with non-vanishing Euler characteristics, Annals of Mathematics, Band 50, 1949, S. 925–953.
- A problem of P.A. Smith, Proceedings of the American Mathematical Society, Band 1, Nr. 1, 1950, S. 18–19.
- A remark on transformation groups leaving fixed an end point, Proceedings of the American Mathematical Society, Band 3, Nr. 4, 1952, S. 548–549.
- One-dimensional cohomology group of locally compact metrically homogeneous space, Duke Mathematical Journal, Band 19, 1952, S. 303–310.
- Complex parallisable manifolds, Proceedings of the American Mathematical Society, Band 5, 1954, S. 771–776.
- mit Kentarō Yano: A class of affinely connected spaces, Transactions of the American Mathematical Society, Band 80, Nr. 1, 1955, S. 72–92.
- Discrete subgroups of solvable Lie groups, Teil 1, Annals of Mathematics, Band 64, 1956, S. 1–19.
- mit William M. Boothby: On contact manifolds, Annals of Mathematics, Band 68,  1958, S. 721–734.
- Compact transformation groups of Sn with an (n–1)-dimensional orbit, American Journal of Mathematics, Band 82, 1960, S. 698–748.
- mit Samuel Pasiencier: Commutators in a semi-simple Lie group. Proceedings of the American Mathematical Society, Band 13, 1962, S. 907–913.
- On the deformations of lattice in a Lie group, American Journal of Mathematics, Band 85, 1963, S. 189–212.
- mit William M. Boothby, Shoshichi Kobayashi: A note on mappings and automorphisms of almost complex manifolds, Annals of Mathematics, Band 77, 1963, S. 329–334.
- A remark on co-compactness of transformation groups, American Journal of Mathematics, Band 95, 1973, S. 885–903.